# Jonathan Bolingi
Jonathan Bolingi Mpangi Merikani, né le 30 juin 1994 à Kinshasa, est un footballeur congolais (RDC). Il joue au poste d'attaquant 
Jonathan Bolingi a notamment gagné le Championnat d'Afrique des nations de football 2016 avec son équipe nationale ainsi que la Ligue des champions de la CAF 2015 avec le club congolais du Tout Puissant Mazembe.

## Biographie

### Carrière en club

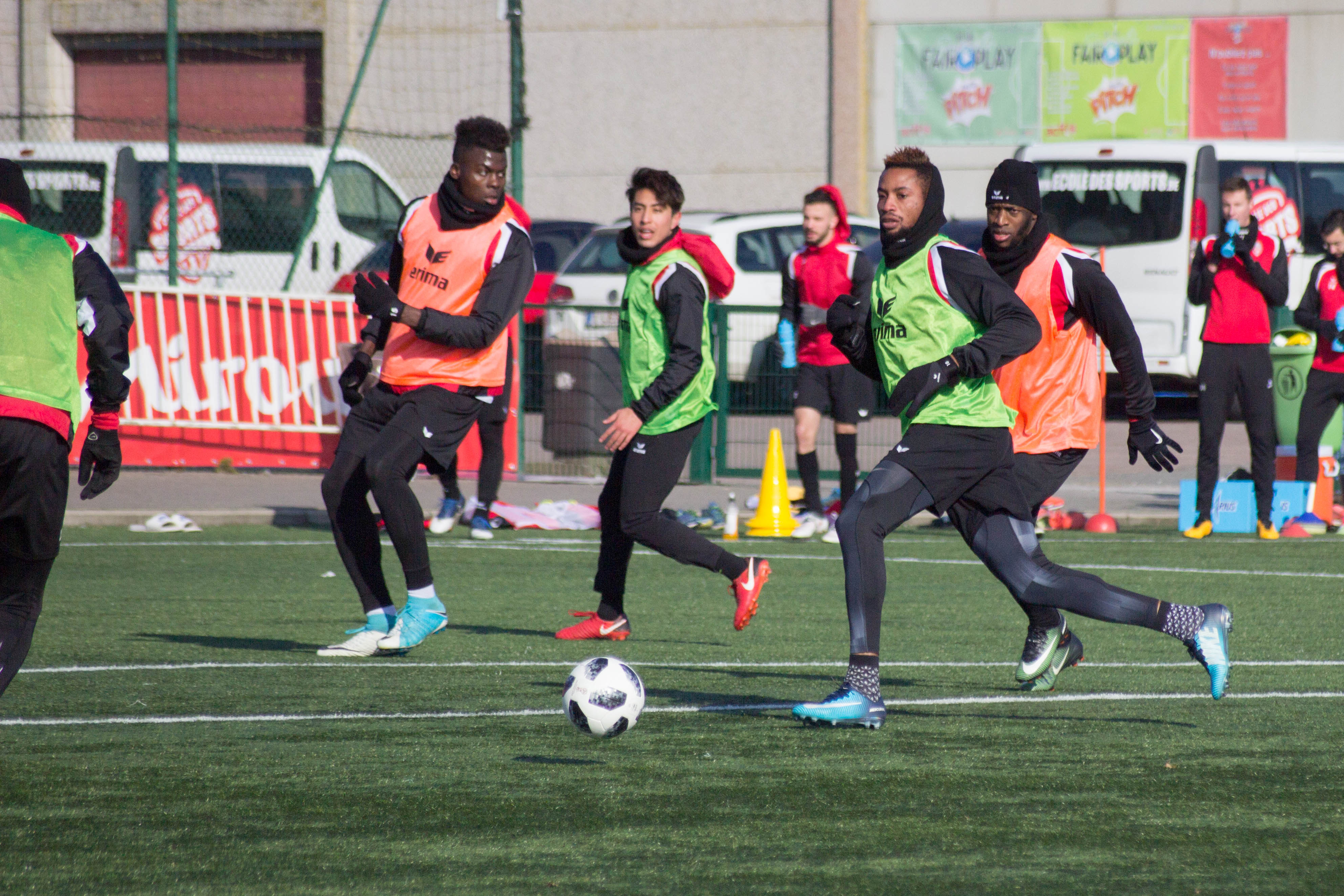
Entraînement du Royal Excel Mouscron, février 2018

Arrivé à Lubumbashi en 2010 après un bref passage à Kimbangu Sport, il est prêté au club de Don Bosco où il remporte la Coupe du Congo et s'avère être l'homme providentiel du buteur salésien Chico Ushindi. Il marque un doublé lors des tours préliminaires de la Coupe du Congo contre Tshipepele au match retour avec une large victoire (7-0), il marque ensuite un but en demi-finale retour contre l'AS Dauphins Noirs de Goma pour une victoire (4-1). Il marque un doublé le 30 mars 2013 contre l'US Tshinkunku lors de la 3e journée de la Linafoot, pour une victoire de Don Bosco (3-0).
Sous le maillot de Jomo Cosmos (Afrique du sud), au cours des neuf matches de la pré-saison, il affole les compteurs, inscrivant un total de 23 buts soit un total de 2,5 bus par match. Le club sud-africain qui a employé son père Mpangi Merikani pendant 25 ans tient à tout prix à acquérir ses services, sans pouvoir toutefois obtenir l'accord de Don Bosco. Son retour à Lubumbashi était en effet inévitable malgré cette remarquable excursion en Afrique du sud, car le joueur appartenait bien au TP Mazembe.
Du haut de son mètre 85, Jonathan Bolingi (74 kilos) est capable de jouer sur toute la ligne d'attaque. Son profil séduit rapidement Patrice Carteron qui n'hésite à l'intégrer dans son effectif.
Il marque son premier but en Ligue des champions de la CAF le 9 mars 2014 face aux Astres FC de Douala (Cameroun), sur un retourné acrobatique après avoir bénéficié d'une bourde du gardien camerounais. Il remporte la Supercoupe du Congo contre le MK Étanchéité en marquant le deuxième but du TP Mazembe mais malheureusement pour lui, il se blesse et doit laisser sa place à Solomon Assante à la mi-temps. Il marque un triplé contre l'AS Bantou le 5 octobre 2014, lors de 1re journée de la Linafoot, dont deux buts de la tête, pour une très large victoire (7-0). Le 9 décembre 2014, il marque l'unique but de Mazembe contre l'AS Dauphins Noirs à Goma en reprenant de la tête un ballon de Kabaso Chongo à la 93e minute.
Courtisé par plusieurs clubs belges il signe finalement le 31 janvier 2017 au Standard de Liège en prêt avec option d'achat.
Il marque son premier but avec le Standard de Liège contre la réserve de KV Courtrai d'un retourné acrobatique.
Il signe définitivement avec le Standard de Liège le 18 mai 2017.

### Carrière en sélection
Il fait ses débuts avec l'équipe de la République démocratique du Congo le 15 octobre 2014, lors d'un match face à la Côte d'Ivoire, en remplaçant Junior Kabananga à la 66e minute, pour une victoire à l'extérieur (4-3).
Il participe au CHAN 2016 avec la République démocratique du Congo. il marque son premier but lors de la deuxième journée de la phase des poules contre l'Angola pour une victoire (4-2), il marque son deuxième but lors de la demi-finale contre la Guinée à la 103e minute d'une tête plongeante sur une passe de Guy Lusadisu. En finale contre le Mali il fait une déviation de la tête pour Meschack Elia qui ouvre le score à la 28e minute et il marque le troisième but à la 73e minute pour une victoire en finale (3-0).
En mars 2016, Il marque un but en toute fin de rencontre face à l'Angola lors d'un match comptant pour les éliminatoires de la CAN 2017.
En fin décembre 2016 il fut pré-sélectionné pour un stage au Cameroun et participa a sa première CAN qui se déroula au Gabon de janvier à février 2017.
Le 11 novembre 2017 dans un match comptant pour la dernière journée des éliminatoires pour la Coupe du monde 2018, il marque un but sur penalty a une minute de la fin de la rencontre face au Syli National.
Il est retenu par Florent Ibenge pour disputer la Coupe d'Afrique des nations 2019. Le 30 juin lors de la troisième journée des phases de poule, il inscrit le premier but congolais lors du match contre le Zimbabwe mais s'est blessé et doit declarer forfait pour le reste de la compétition. La RDC est éliminée après avoir perdu au séance de tir au but face au Madagascar.
L'international footballeur congolais, Jonathan Bolingi Mpangi, a repris  le terrain de football dans club après 6 mois de maladie, à la suite des complications pulmonaires. L'avant-centre de Vojvodina a été aperçu à l'entraînement collectif, vendredi 10/01/2025. Son équipe est actuellement 6ème du championnat serbe, avec 30 points en 20 rencontres disputées. Pour rappel, l'ancien sociétaire du TP Mazembe a été plongé dans le coma fin 2023, à l’Institut des maladies pulmonaires de Sremska Kamenica, où il a été pris en charge par une équipe de spécialistes. Après plusieurs jours passés dans le coma, l'attanquant congolais de Vojvodina a retrouvé le sourire sur son lit d'hôpital, aux côtés de son médecin et de son manager. D'après le diagnostic, ses poumons étaient affectés par un virus .

## Palmarès

### Équipe nationale
- Championnat d'Afrique des nations de football 2016 : vainqueur (équipe de la République démocratique du Congo)[7]

### Clubs
- Championnat de République démocratique du Congo de football (Linafoot) : vainqueur 2014 et 2016 (TP Mazembe)
- Ligue des champions de la CAF 2015 : vainqueur (TP Mazembe)
- Coupe de la confédération 2016 : vainqueur (TP Mazembe)
- Supercoupe de la CAF 2016 : vainqueur (TP Mazembe)